# Emiliano Brembilla
Emiliano Brembilla (ur. 21 grudnia 1978 w Ponte San Pietro) – były włoski pływak specjalizujący się w stylu dowolnym, medalista olimpijski, mistrzostw świata i Europy.
W 1997 r. wybrany najlepszym pływakiem w Europie.
Odznaczony Orderem Zasługi Republiki Włoskiej (25 lipca 2000 r., Rzym).

## Odznaczenia
- Order Zasługi Republiki Włoskiej (25 lipca 2000 r., Rzym)